# ポマース

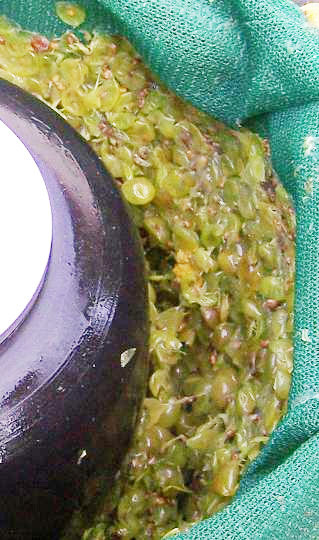
ワイン圧搾機内のポマース。圧搾後に残ったシャルドネ種ブドウ

ポマース（Pomace ([ˈpʌməs] PUM-əs))とは、ブドウ・オリーブ・その他果実から油やジュースを製造する際に残る絞りかすである。
ブドウポマースは伝統的にグラッパ、ジヴァニア、パーリンカ、トルコ風パーリンカといったポマース・ブランデーやブドウ種油に加工される。最近では飼料や肥料にされるのが大半である。

## 歴史
『Pomace』は、果実や果樹を意味するラテン語の"pomum"から派生した単語である。 英語圏では、シードル製造時の副産物について言及した際に使われた『Pomace』が使用の始まりである。　
中世において、低アルコール（3～4％）の「ポマースワイン」が広く普及していた。このワインは、ポマースに水を加えてから発酵させて製造したものである。一般的には、中世のワインは半乾燥するまで発酵させていなかった為、一度目のワイン醸造後のポマースにも、いくらかの残糖が残り再発酵が行えた。

### ピケット
古代ギリシア人と古代ローマ人は、後に「ピケット」と言われるワインの製造にポマースを使用した。このワインは古代ローマの奴隷や土工に与えられる質の悪いワインである。ワイン用ブドウを二度圧搾した後のポマースを一日水に浸し三度目の圧搾によって得られた濃度の薄い液体を、さらに弱いワインにする為より多くの水と混合して作られた。

## 利用

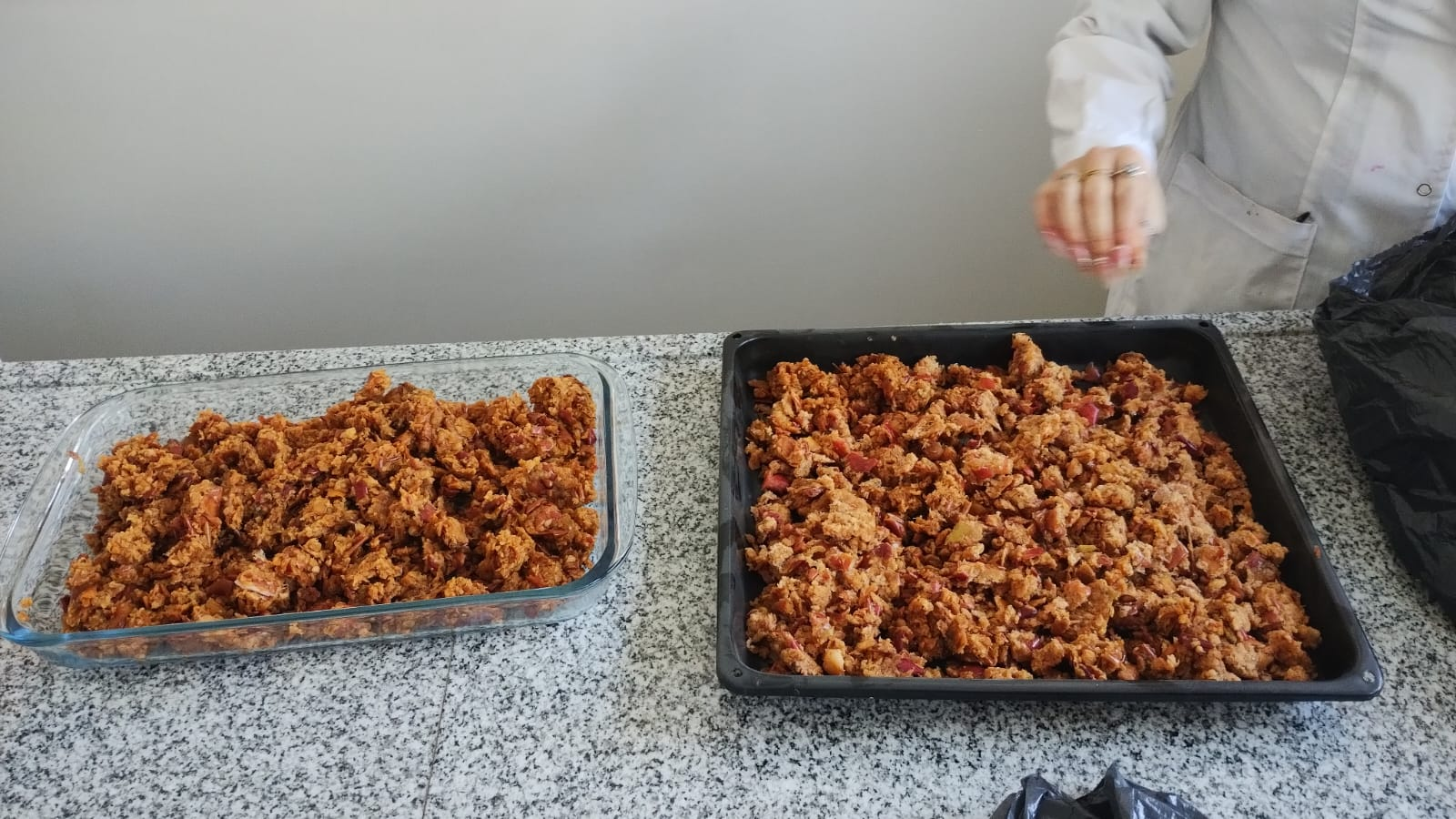
乾燥中のリンゴのポマース

リンゴポマースは、多くの場合ペクチンや 弱いシードルであるサイダーキンの製造に使われる。
ブドウポマースはポマース・ブランデーやピケットの製造に使われる。大抵のワイン醸造文化圏では、蒸留技術が知れ渡ると、いくつかの種類のポマース・ブランデーが作られている。

### ワイン醸造
ワイン醸造でのポマースは、白ワインか赤ワインかの製造によって異なる。
赤ワインの場合、茎と赤黒い皮の破片を取り除き、重力によって潰されて滴り落ちるフリーランジュースの滴下後に製造される。赤ワインの赤は、マセラシオン発酵中のブドウ皮との接触で着色される。その結果、赤ワインのポマースは白ワインのポマースより、タンニンとアルコールが強い。
イタリアワインのアマローネのポマースは、ヴァルポリチェッラのリパッソワインの製造に使われる。
白ワインの場合、圧搾の副産物であるポマースとの接触を避ける為すばやく圧搾が行われる。それによって生み出された残骸は緑がかった茶色の淡色で、タンニンとアルコールより残糖が多く含まれている。このポマースはブランデーの製造に使われる。

### ブドウポマースの利用例
ワイン醸造で生み出される大量のポマースは、肥料にしたり、再生可能エネルギーとして利用出来るようにバイオガス製造会社に販売される。想定されるとおり、ポマースには分解微生物が住み着いており、嫌気性消化槽でメタンガスを生成し、そのガスを燃やすことで電気エネルギーに変換している。
その他、ポリフェノールによる口内細菌の抑制や、生活空間の除菌効果について研究がされている。
天然赤色色素・食品着色料であるオエノシアニンや、酒石酸（酒石酸水素カリウム、'酒石英'）及びブドウポリフェノールもブドウポマースから製造される。

### オリーブポマースの利用例
「オリーブ ポマース オイル」とは、圧搾した後のオリーブ果肉に残留している油を溶剤を使って抽出した油である。オリーブ・オイルを搾り取った後の果肉には約5〜8%の油が残っており、ピーナッツ油・ひまわり油・キャノーラ油等の食用油に使われる工業的な溶媒抽出法で分離を行う。
国際オリーブ理事会（IOC）は「溶剤または再エステル化工程を用いて得られた油脂は除外し、オリーブの木の果実から圧搾して得られた油」を「オリーブオイル」と規定している為、IOCの基準に準拠した法令を持つ国々においては「オリーブ ポマス オイル」が「オリーブ オイル」として販売されることはない。
一方、JAS法の品質表示基準では「オリーブの果肉から採取した油であつて、食用に適するよう処理したもの」を一括して「食用オリーブ油」と規定している。このため、酸度その他の基準を満たしたオリーブポマスオイルは日本においては「食用オリーブ油」として一般にも流通している。